# Cotinga roja collnegra
La cotinga roja collnegra (Phoenicircus nigricollis) és un ocell de la família dels cotíngids (Cotingidae).

## Hàbitat i distribució
Habita la selva pluvial, a les terres baixes per l'est dels Andes al sud-est de Colòmbia, sud-oest de Veneçuela, est de l'Equador, nord-est del Perú i Brasil amazònic.